# Sendets (Pyrénées-Atlantiques)
Sendets ist eine französische Gemeinde mit 1156 Einwohnern (Stand 1. Januar 2022) im Département Pyrénées-Atlantiques in der Region Nouvelle-Aquitaine (vor 2016: Aquitanien). Die Gemeinde gehört zum Arrondissement Pau und zum Kanton Pays de Morlaàs et du Montanérès (bis 2015: Kanton Morlaàs).
Der Name in der gascognischen Sprache lautet Sendèts.
Die Bewohner werden Sendetsois und Sendetsoises genannt.

## Geographie
Sendets liegt ca. 10 km östlich und damit im urbanen Einzugsbereich von Pau in der historischen Provinz Béarn.
Umgeben wird der Ort von den Nachbargemeinden:
|       | Morlaàs Serres-Morlaàs                      |               |
| Idron | Kompassrose, die auf Nachbargemeinden zeigt | Andoins       |
| Lée   | Ousse                                       | Artigueloutan |

Sendets liegt im Einzugsgebiet des Flusses Adour.
Der Ruisseau l’Oussere, ein Nebenfluss des Gave de Pau, bewässert das Gebiet der Gemeinde ebenso wie sein Nebenfluss, der Courrège, sowie der Ruisseau de Quinda.

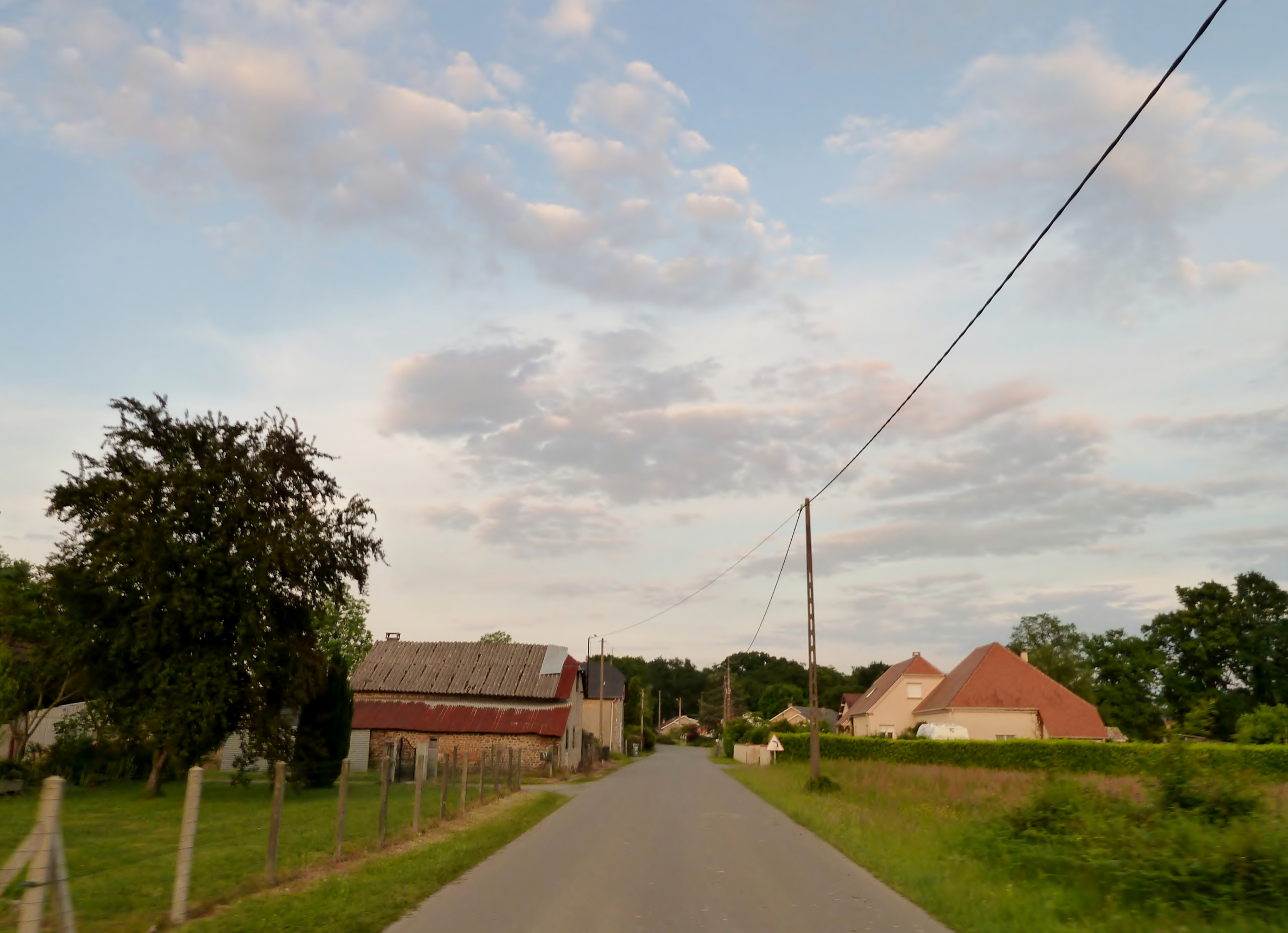
Ländliche Straße in Sendets

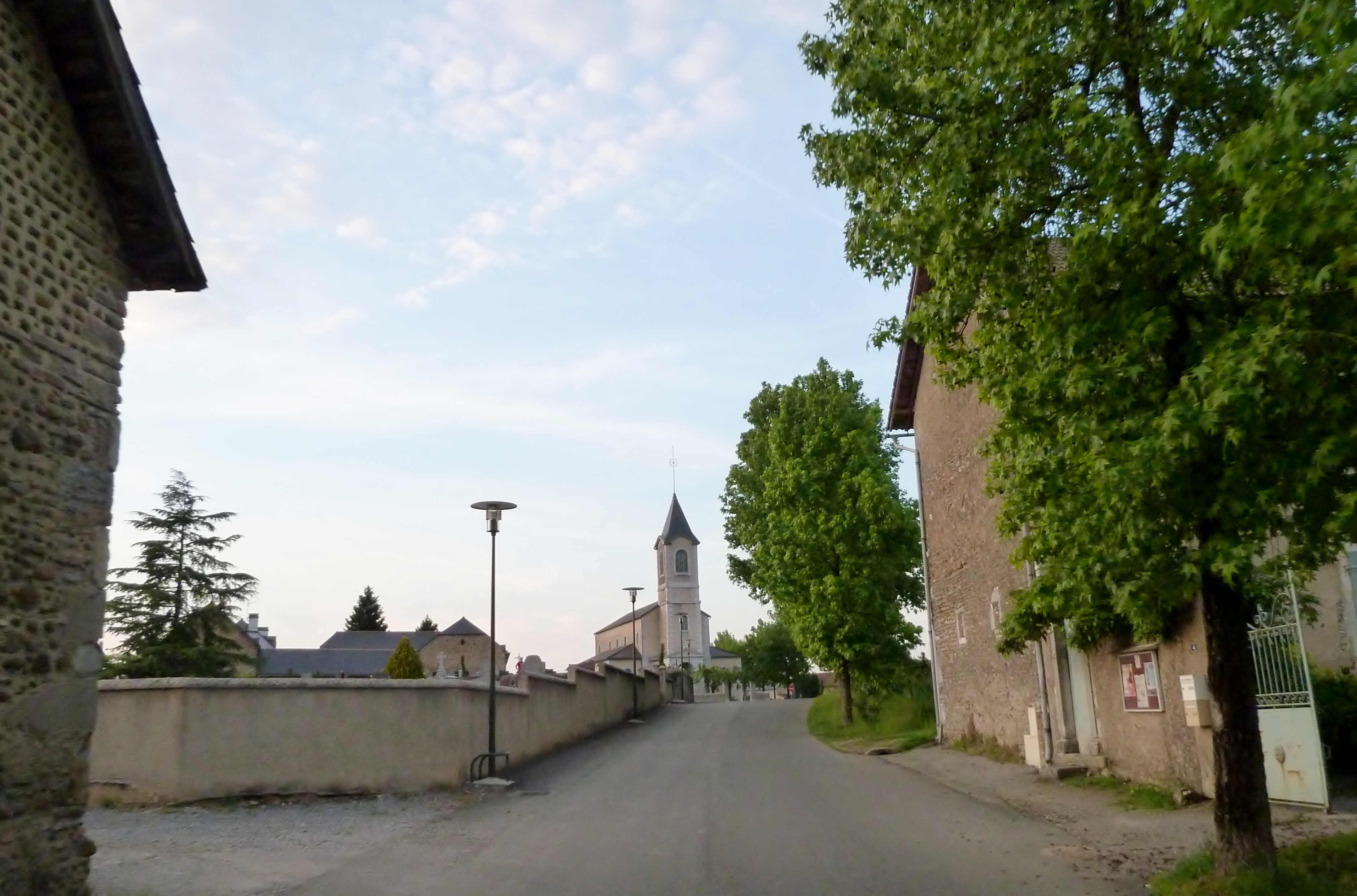
Blick auf eine Straße im Zentrum

## Geschichte
Die Besiedelung des Gemeindegebiets geht bis in die Eisenzeit zurück, wie ein Militärlager und eine Motte, die auf einem frühgeschichtlichen Hügelgrab errichtet wurde, belegen. 1385 gehörte das Dorf zur Bailliage von Pau und zählte elf Häuser. Sendets unterstand für eine lange Zeit der Komturei des Malteserordens von Caubin und Morlaàs. Im 16. Jahrhundert gehörte das Dorf zum Baronat von Coarraze und der Grundherr verfügte über einen Sitz in der Ständeversammlung des Béarn. 1718 wurde die Grundherrschaft an Raymond de Perpignan verkauft. Während der Französischen Revolution wurde Sendets eine Gemeinde. 1972 wurde Sendets ebenso wie die Gemeinden Lée und Ousse mit Idron vereinigt, im Jahre 2000 wurden Sendets und Ousse wieder selbständig.
Toponyme und Erwähnungen von Sendets waren:
- Sendeds und Sendez (12. Jahrhundert, Kopialbuch von Morlaàs, Blatt 8 und 10),
- Sendegs und Scendetz (1385 bzw. 1402, Volkszählung im Béarn),
- Saint-Detz (1675, réformation de Béarn, Manuskriptsammlung des 16. bis 18. Jahrhunderts, B. 650, Blatt 248),
- Sendets (1750 und 1793, Karte von Cassini bzw. Notice Communale),
- Scudetz (1801, Bulletin des lois) und
- Sendets (1863, Dictionnaire topographique du département des Basses-Pyrénées).[5][7][6]

### Einwohnerentwicklung
Nach dem Beginn der Aufzeichnungen wuchs die Gemeinde und ihre Größe erreichte ein Niveau von rund 550 Einwohnern in der Mitte des 19. Jahrhunderts, das bis zum Ersten Weltkrieg approximativ gehalten wurde. Nach dem Krieg wurde ein niedrigeres Niveau der Einwohnerzahl von rund 400 bis zur Fusion mit Idron beibehalten. Nach Wiedererlangen der Selbstständigkeit setzte eine Wachstumsphase ein, die bis heute andauert.
| Jahr      | 1962 | 1968 | 1999 | 2006 | 2009 | 2022  |
| --------- | ---- | ---- | ---- | ---- | ---- | ----- |
| Einwohner | 359  | 407  | 815  | 846  | 935  | 1.156 |

## Städtepartnerschaften
Sendets unterhält seit 1994 zusammen mit Idron und Ousse eine Städtepartnerschaft mit Alfajarín in der Autonomen Region Aragonien in Spanien.

## Sehenswürdigkeiten

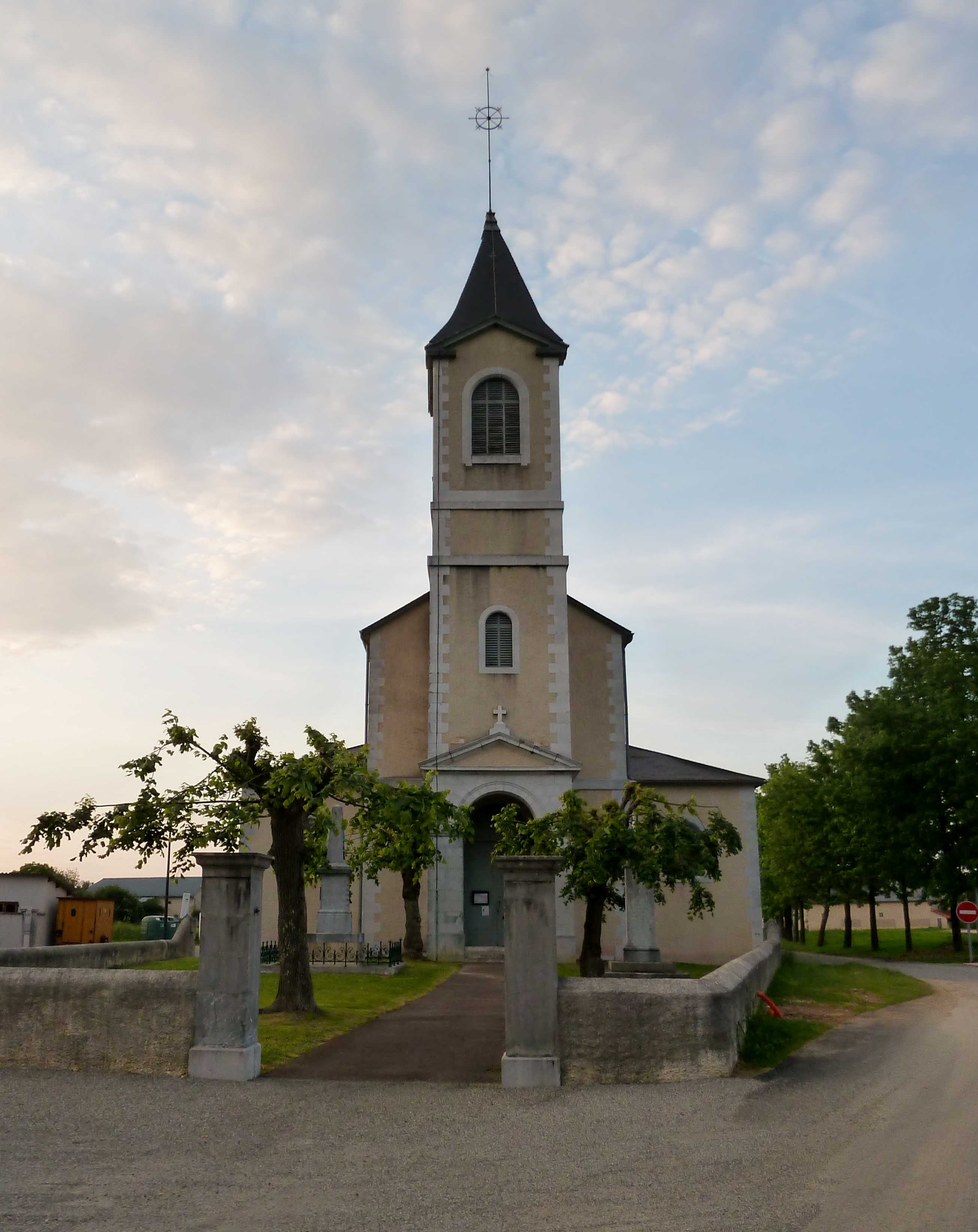
Pfarrkirche de l’Assomption

- Pfarrkirche, gewidmet Mariä Himmelfahrt. Sie wurde nach Plänen des Architekten Jean-Marcellin-Sylvestre Dumoulou im Jahre 1853 nördlich der früheren Kirche errichtet, die gleichzeitig abgerissen wurde. Der Zutritt erfolgt über einen Vorbau an der Westseite, über dem sich der Glockenturm erhebt. Das Langhaus bietet Platz für ein Haupt- und zwei Seitenschiffe. Dreizehn Glasfenster sind Werke der Glasmalerei Mauméjean und des Glasmalers Pierre Arcencam aus den Jahren 1920 bis 1925. Viele weitere Ausstattungsgegenstände stammen aus dem 18. und 19. Jahrhundert und sind als nationale Kulturgüter registriert.[11][12]

## Wirtschaft und Infrastruktur
Neben Handel und Dienstleistungen ist auch die Landwirtschaft ein Wirtschaftsfaktor der Gemeinde.

### Bildung
Die Gemeinde verfügt über eine öffentliche Vor- und Grundschule mit 83 Schülerinnen und Schülern im Schuljahr 2017/2018.

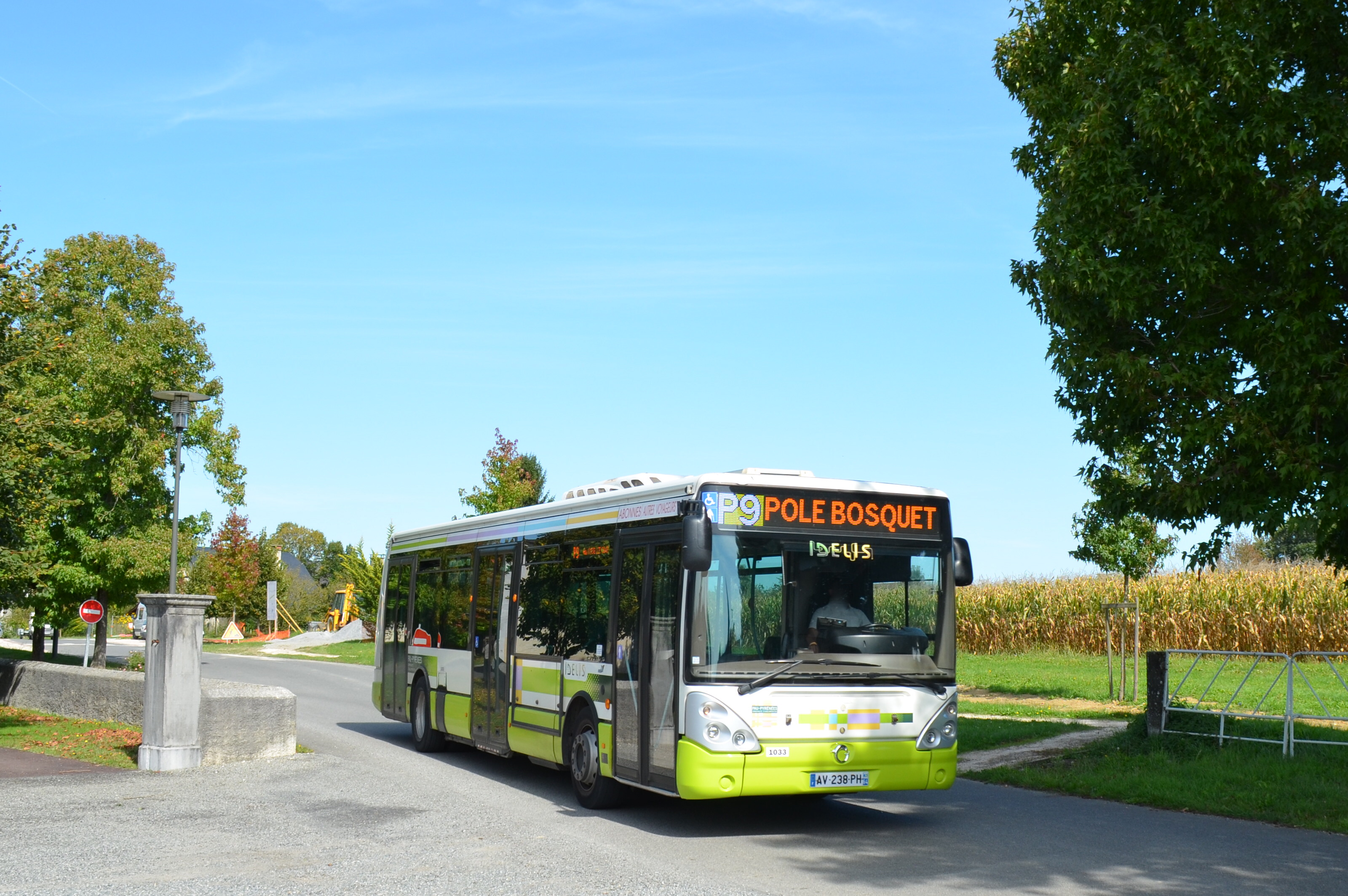
Idelis-Linienbus

### Verkehr
Sendets wird durchquert von der Route départementale 38 und wird von einer Linie des Busnetzes Idelis angefahren, eines Verkehrsbetriebs, der Pau und die Agglomération bedient.
Die Autoroute A64, genannt La Pyrénéenne, durchquert ebenfalls das Gemeindegebiet, allerdings ohne direkte Ausfahrt zum Ort. Die am nächsten gelegene Ausfahrt 11 ist ca. 7 km entfernt.